# Équipe du Brésil de hockey sur glace
L'équipe de hockey sur glace nationale brésilienne (en portugais : Seleção Brasileira de Hóquei pas Gelo) est la sélection des meilleurs joueurs brésiliens de hockey sur glace lors des compétitions internationales.L'équipe est sous la tutelle de la Fédération du Brésil de hockey sur glace et n'est pas classée au classement IIHF en 2018.

## Historique
Le Brésil est un membre associé de la Fédération internationale de hockey sur glace depuis 1984, mais le pays n'a pas encore participé à un Championnat du monde de hockey sur glace. Elle entre en compétition en 2014 lors du tournoi panaméricain.

## Résultats

### Jeux olympiques
- 1920-2018 - Ne participe pas

### Tournoi panaméricain
- 2014 - 5e place
- 2015 -
- 2016 - 4e place
- 2017 - 5e place